# 倉庫

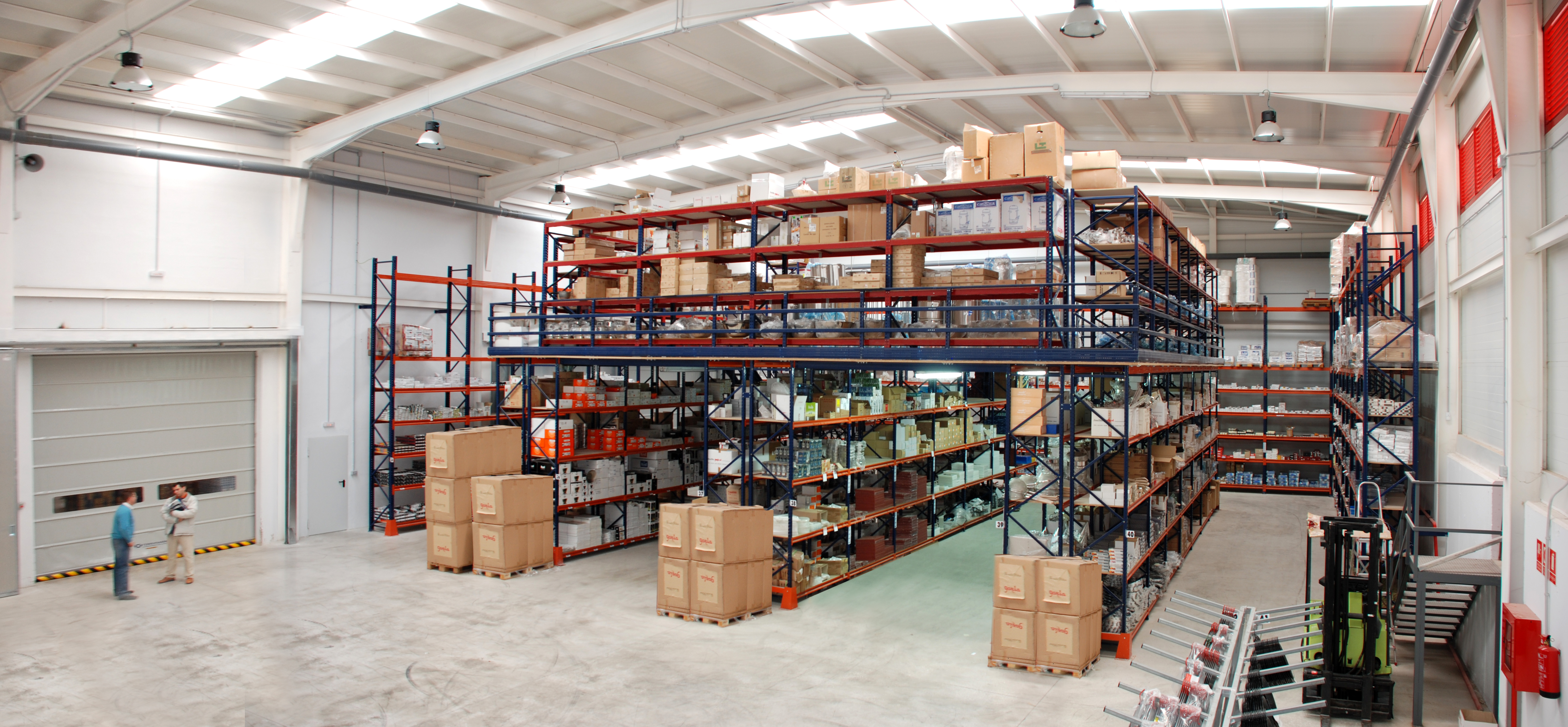
保管物を収納するためのスチールラックが設置された倉庫内部

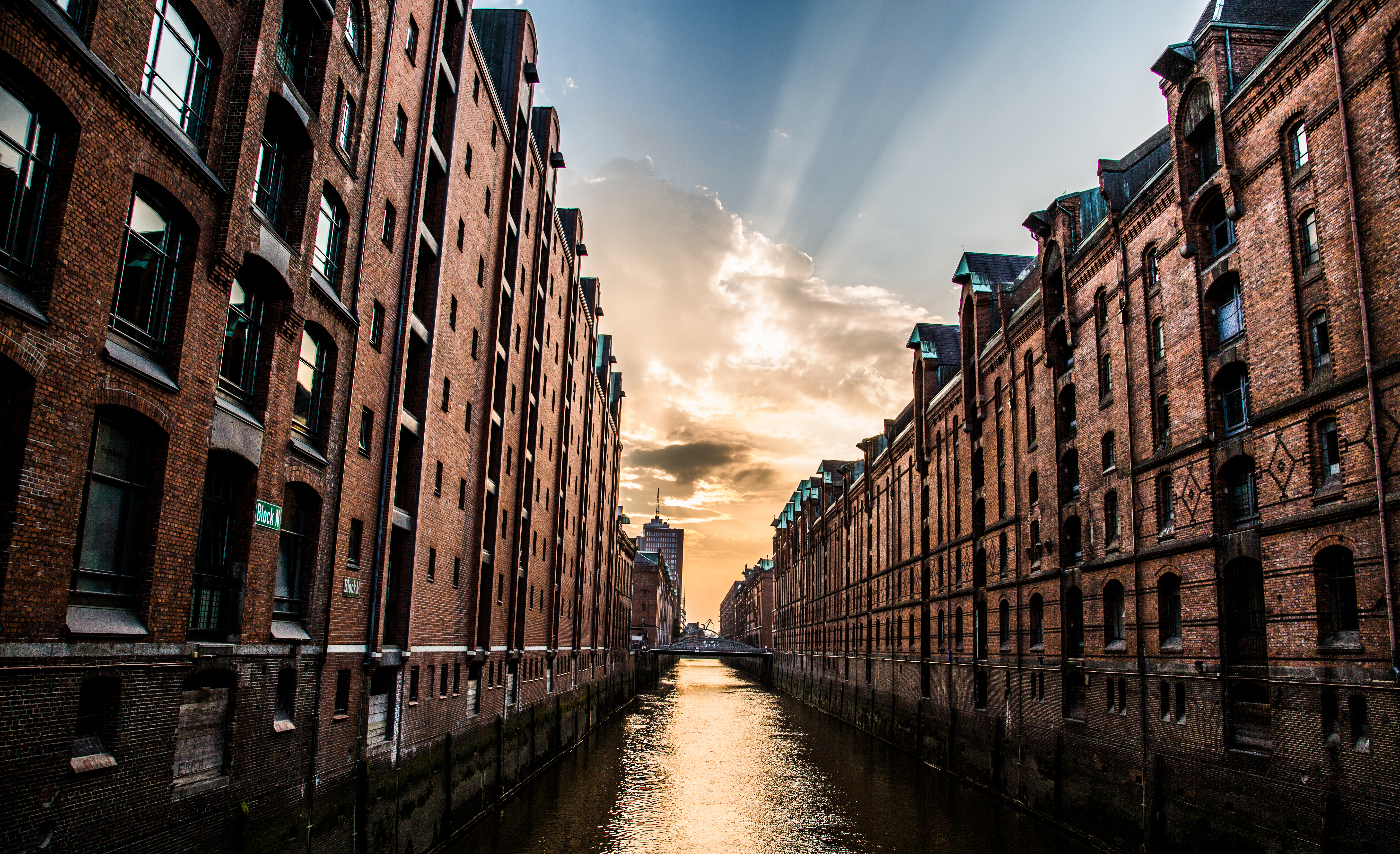
ハンブルクの運河に面した古い臨港地区の倉庫街・シュパイヒャーシュタット

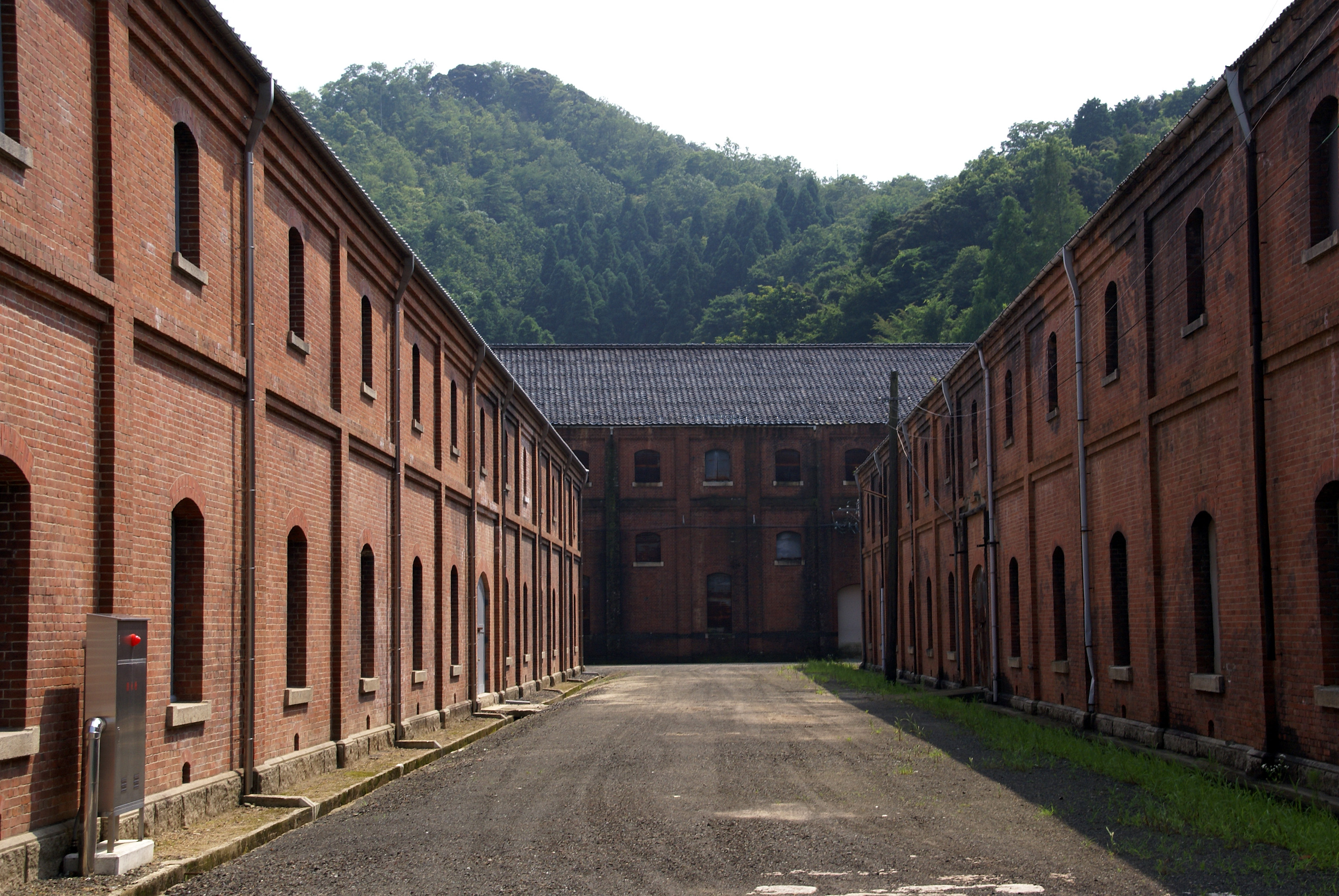
舞鶴赤レンガ倉庫群

倉庫（そうこ）は、日常生活に必要な物品や企業の生産活動に必要な原材料や部品、製品等を保管する施設。有形の物品を保存・収納するための建造物である。

## 概要
通常、倉庫は一の場屋すなわち建造物である。第三者から荷物や商品を預かる目的で運用されている倉庫を営業倉庫という。流通上は広く市場の需要に促されて他人の貨物を保管する施設であり、商業取引の目的たる動産（商品）を取り扱うものをいう。単に自家の所有品を保管するための倉庫は私有倉庫という（一般家庭などで個人的に利用するための倉庫、自社の物品を保管する倉庫は自家用倉庫ともいう）。
流通上の倉庫は多額保管に沿う場所を提供するもので、堅牢な構造を有するのみならず、十分な面積と容積を要する。ただし、実際にはこのような建造物によらなくても現状を維持しうる貨物もあり、土砂や鉱物にはむしろ一定の空地に雨ざらしで置いていても不都合でないものもある。いずれにしても倉庫業者は貨物を空地に置く場合にも責任を負う。
貨物の収容を目的とするものには、以上の固有の倉庫（warehouse）のほかに、上屋、穀倉、穴倉、タンクなどがある。
- 上屋（Shed）[13] - 貨物の引き取り後などに一時仮置きするための施設[14]。「上屋」（うわや） は倉庫を英語で「warehouse」ということから、「ウェアハウス」の「ウェア」が訛ったとされている[15]。
- 穀倉（Granary）[14] - 主に穀物を保管するため設けられた倉庫[14]。
- 穴倉（Cellar）[14] - 地下に掘り下げた貯蔵場[16]。
- タンク（Tank）[14] - 石油等を貯蔵する設備[16]。

## 営業倉庫

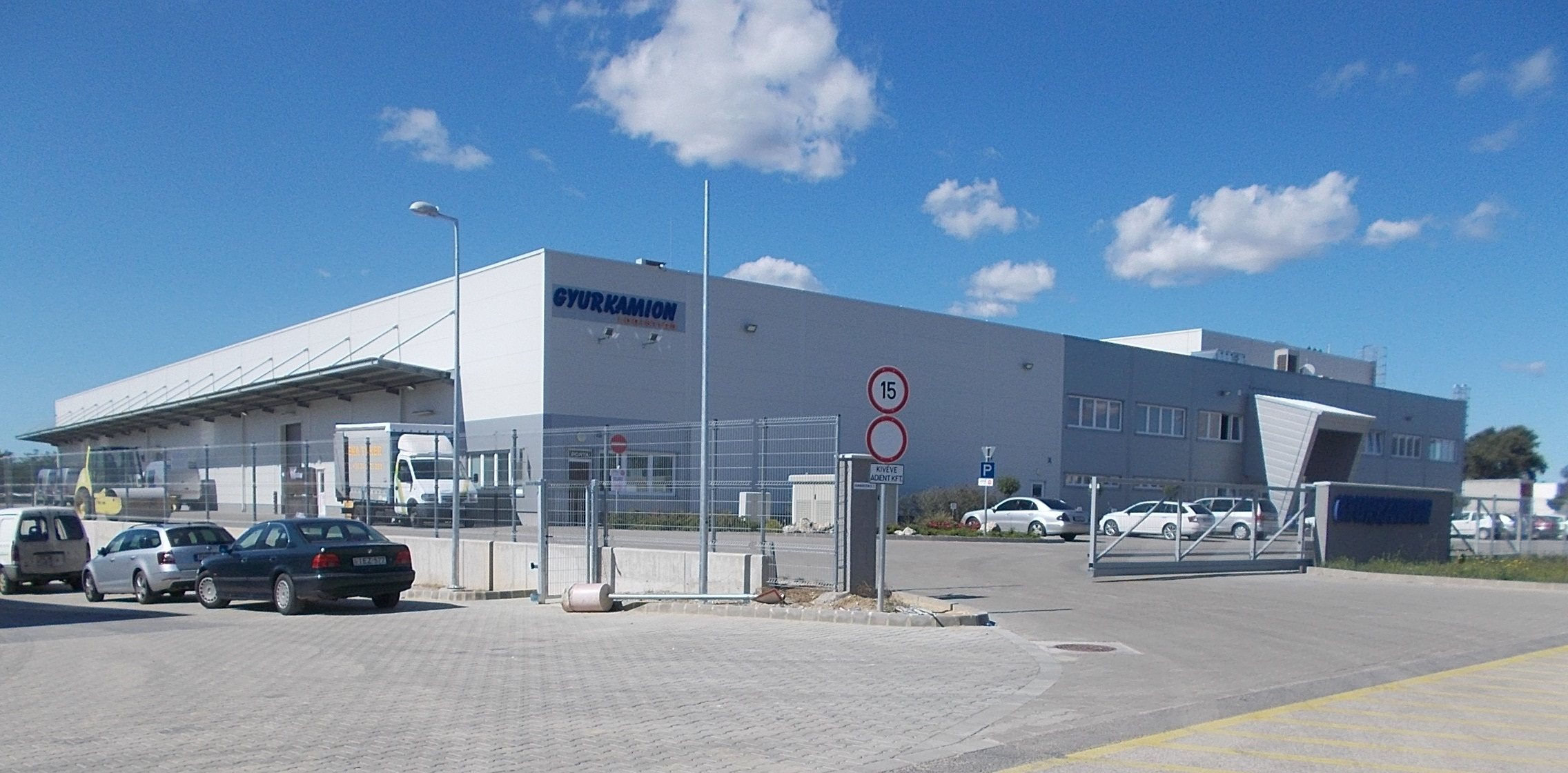
トラックが出入りする物流倉庫

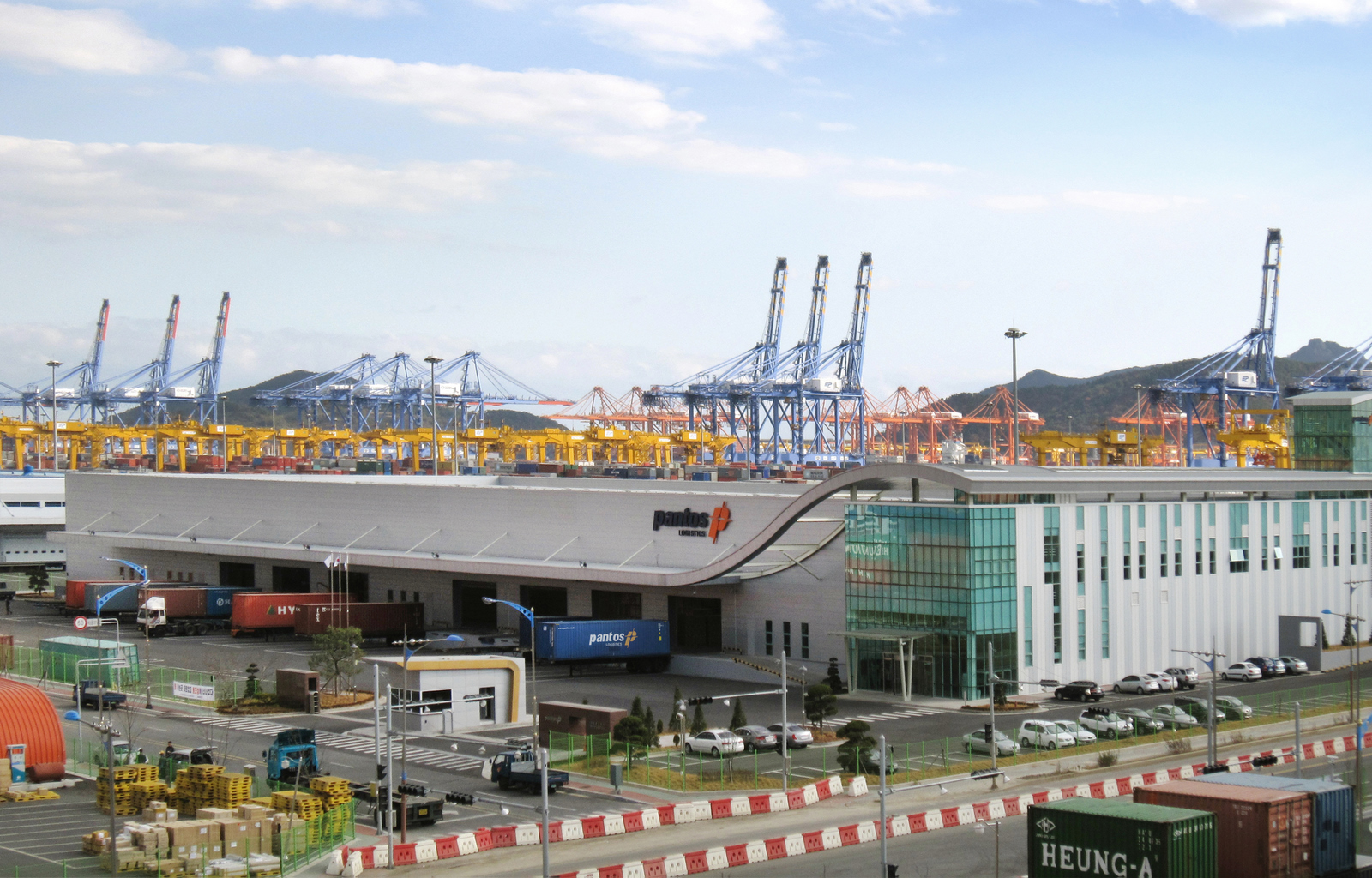
コンテナトレーラーが出入りする港湾倉庫

第三者から荷物や商品を預かる目的で運用されている倉庫を営業倉庫という。

### 倉庫の形態

#### 分置倉庫・混置倉庫
カールアドラーは、寄託主ごとに寄託物を一々分離して保管する分置倉庫と、寄託主による区別を設けずに同一質の代替物であれば一か所に混合して保管する不規則倉庫に分けた。しかし、不規則倉庫の語は、歴史的に穀物の混置を行った「規則的倉庫」の語と性質が同一で紛らわしいことから「混置倉庫」と称される。

#### 保管倉庫・保存倉庫・加工倉庫
単に貨物を保管する倉庫を保管倉庫、保管だけでなく腐敗を防ぎ貯蔵に堪える技術上の作業を施すものを保存倉庫、保管物に一定の範囲の加工を施す加工倉庫がある。
保存倉庫には倉庫内の空気を冷却して腐敗しやすい物品を安全に貯蔵するための冷却倉庫（冷蔵倉庫）がある。
加工倉庫が取り扱う加工の範囲は、保管物の出入りの際に要する軽微の程度のもので、荷造り、仕分け、混合、染色等である。

#### 公的倉庫・私的倉庫
ヨーロッパの用語例では、国の特許を受けて開業し、流通性倉庫証券を発行する権能を有するものを公的倉庫という。他方、この権能を有さず、または開業に国の特許を受ける必要のないものを私的倉庫という。
一方、米国では「公的倉庫」は州によりその意義が一定しない。また、私的倉庫は全く各個人所有の非営利的倉庫を指す。

#### 保税倉庫
輸入手続が未済の貨物を庫置する倉庫を保税倉庫という。輸入された貨物について税関の輸入許可を得るまで保管する倉庫である。

### 倉庫業
倉庫業とは貨物の保管を目的とする営業をいう。倉庫には固有の保管機能のほか、需給調節機能、連絡機関的機能、売買機関的機能、配送センター的機能がある。

#### 倉庫業の歴史
古代メソポタミアには大麦などの産品を扱う私的な倉庫業が存在した。また、都市周辺で生産された穀物が都市に集積され、王宮、神殿、都市共同の倉庫などで貯蔵され、そこには収集人や商人が介在し、商人共同体の商人によって管理されていた。倉庫に貯蔵された穀物は配給や公共事業の支出などに使われ、腐敗による損失を避けるために計画的に貸し出され、倉庫は銀行と似た機能を果たしていたと考えられている。
1950年代には金属製で大きさが規格化されたコンテナが実用化され、物流のコンテナ化が進んだが、コンテナは輸送手段として切り離しながら倉庫のように物を保管できる点で画期的であった。

#### 日本の倉庫業
日本では経営の態様と適用される法規によって、営業倉庫（倉庫業法）、農業倉庫（農業倉庫業法）、協同組合倉庫、自家用倉庫に分けられる。
倉庫業法第2条では次のような定義がされ、第3条で「国土交通大臣の行う登録を受けなければならない」と規定されている。
第2条　この法律で「倉庫」とは、物品の滅失若しくは損傷を防止するための工作物又は物品の滅失若しくは損傷を防止するための工作を施した土地若しくは水面であつて、物品の保管の用に供するものをいう。
2　この法律で「倉庫業」とは、寄託を受けた物品の倉庫における保管（保護預りその他の他の営業に付随して行われる保管又は携帯品の一時預りその他の比較的短期間に限り行われる保管であつて、保管する物品の種類・保管の態様・保管期間等からみて第6条第1項第4号の基準に適合する施設又は設備を有する倉庫において行うことが必要でないと認められるものとして政令で定めるものを除く。）を行う営業をいう。
（以下略）
なお、厚生労働大臣が指定した区域内にあり、船舶、「はしけ」、「いかだ」に組んで運送される貨物を取り扱う一定以上の入出庫量がある倉庫は港湾労働法の適用を受ける。
| 営業倉庫       |                                                                                      |                                                                          |                                                                        |
| 普通倉庫       |                                                                                      |                                                                          |                                                                        |
| 一類倉庫       | 危険物等を除き、特に保管物品に制限のない建屋を利用した倉庫                           |                                                                          |                                                                        |
| 二類倉庫       | 耐火性能がなく、保管物品に制限のある建屋を利用した倉庫                               |                                                                          |                                                                        |
| 三類倉庫       | 防水・防湿・遮熱・耐火性能及び防鼠措置がなく、保管物品に制限のある建屋を利用した倉庫 |                                                                          |                                                                        |
| 野積倉庫       | 製材や瓦などを野積みにする整地を利用した倉庫                                         |                                                                          |                                                                        |
| 貯蔵槽倉庫     | 穀物等のバラ貨物や液体を保管するサイロやタンクを利用した倉庫                         |                                                                          |                                                                        |
| 危険品倉庫     | 石油や化学薬品等の危険物を保管する建屋やタンクを利用した倉庫                         |                                                                          |                                                                        |
| 冷蔵倉庫       | 冷蔵倉庫                                                                             | 摂氏10度以下の温度で保管を行う倉庫                                       |                                                                        |
| 水面倉庫       | 水面倉庫                                                                             | 輸入木材等の原木を水面に浮かべて保管する倉庫                             |                                                                        |
| トランクルーム | トランクルーム                                                                       | 寄託を受けた個人（消費者）の物品の保管のために供する倉庫                 |                                                                        |
| 特別の倉庫     | 特別の倉庫                                                                           | 災害の救助その他公共の福祉を維持のため国土交通大臣が必要に応じ認めた倉庫 |                                                                        |
| 農業倉庫       | 農業倉庫                                                                             | 農業倉庫                                                                 | 農業倉庫業法の認可を受けた農業協同組合等が設置する倉庫                 |
| 協同組合倉庫   | 協同組合倉庫                                                                         | 協同組合倉庫                                                             | 事業協同組合や漁業協同組合等が組合員の物品を保管するために設置する倉庫 |
| 自家用倉庫     | 自家用倉庫                                                                           | 自家用倉庫                                                               | 製造業者や卸売業者等が自らの物品を保管するための倉庫                   |

### 倉庫機能の変遷
倉庫の機能は貯蔵型倉庫から流通型倉庫に変遷した。
倉庫は、夏季に収穫されたものを冬季まで貯蔵するなど、もとは商品を比較的長期間保存する貯蔵型倉庫（貯蔵倉庫）が一般的で、その需要時期まで貯蔵する商品に適した管理を行うことが求められた。その後、消費者の個性化、多様化、差別化などにより、大量生産・大量消費から多品種大量生産・在庫圧縮に移行し、必要なものを必要な時に必要なだけ生産して、短納期で供給する流通型倉庫が求められるようになった。

#### 高層型倉庫
ランプウェイを備え、トラックが出入庫を行う階まで自走して荷役することができるようにした倉庫を高層型倉庫という。

#### 自動倉庫

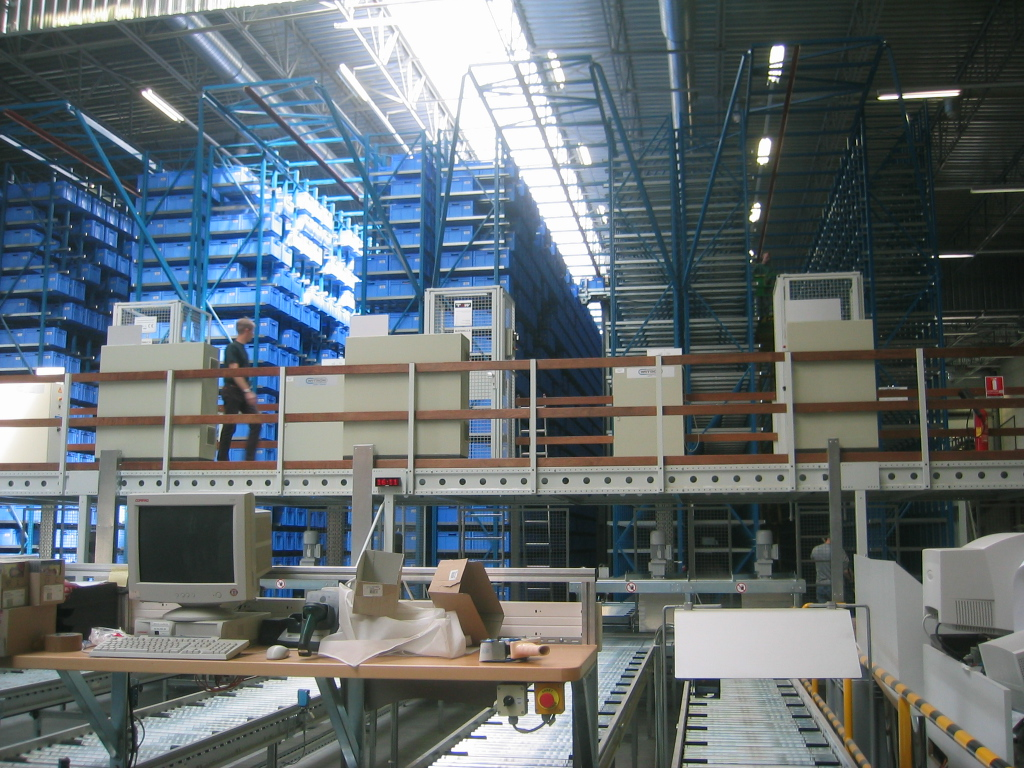
ラックが作られた現代の倉庫

コンピューター制御により入出庫作業を自動化した多段多層の倉庫を自動倉庫という。自動倉庫には、建物とラックが独立したユニット式立体自動倉庫と、ラックに直接屋根や壁を設けているビル式立体自動倉庫がある。

### 倉庫市場
日本の物流不動産市場について、2010年時点において物流大手の日本GLPとプロロジス（AMB含む）で、日本の物流不動産市場の床面積の51％の供給を行っていた。大手デベロッパーの三井不動産のシェア1％、ハウスメーカーの大和ハウス工業のシェアは2％程度である。
日本の物流不動産市場の主要プレーヤーと床面積シェア（2010）
| 順位 | 物件名称               | シェア |
| ---- | ---------------------- | ------ |
| 1    | GLP（日本GLP）         | 26%    |
| 2    | プロロジス             | 15%    |
| 3    | AMB                    | 10%    |
| 4    | ラサール               | 10%    |
| 5    | オリックス             | 7%     |
| 6    | 日ロジファンド投資法人 | 6%     |
| 7    | 日本レップ(グッドマン) | 3%     |
| 8    | 野村不動産             | 3%     |
| 9    | 大和ハウス工業         | 2%     |
| 10   | メープルツリー         | 2%     |
| 11   | 産業ファンド投資法人   | 2%     |
| 12   | 三井不動産             | 1%     |

#### 物流施設のプロバイダー

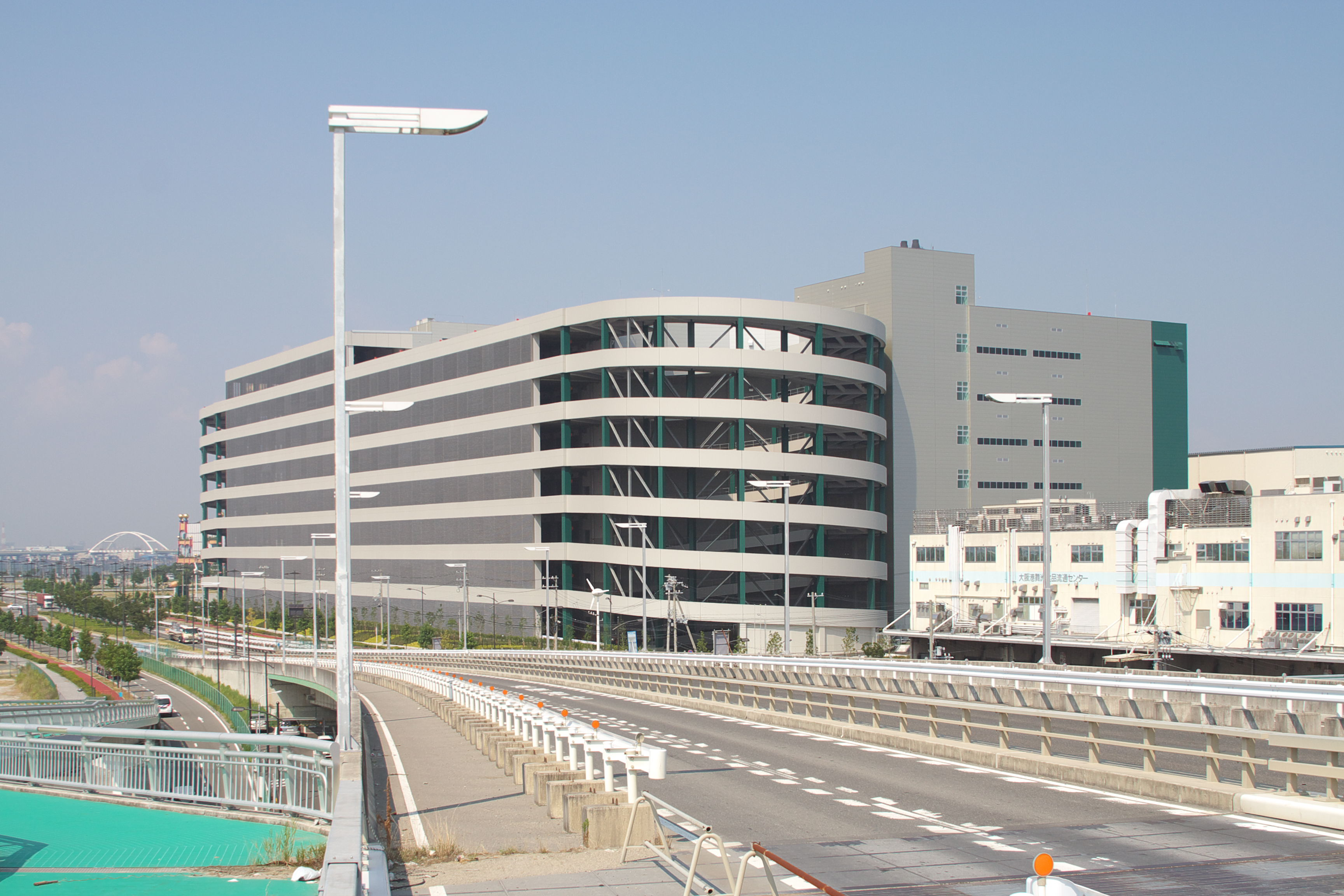
プロロジスパーク大阪

- GLP - 世界的な物流不動産のプロバイダー
- プロロジス - 世界的な物流不動産のプロバイダー

### 先進的物流施設
先進的な機能を有する物流不動産（倉庫）のことを「先進的物流施設」という。この用語は、プロロジス、GLP（GLP投資法人）、三井不動産（三井不動産ロジスティクスパーク投資法人）、住友商事（SOSiLA物流リート投資法人）等により使用されている。
先進的物流施設のブランド
| デベロッパー名 | ブランド名           | 概要                                         |
| -------------- | -------------------- | -------------------------------------------- |
| GLP（日本GLP） | 「ALFAKINK」         | GLP ALFALINK流山の延床面積90万㎡は世界最大級 |
| プロロジス     | 「プロロジスパーク」 |                                              |
| 三井不動産     | 「MFLP」             |                                              |
| 住友商事       | 「SOsiLA」           |                                              |

### 日本の物流REIT
- 日本ロジスティクスファンド投資法人
- GLP投資法人
- 日本プロロジスリート投資法人
- 三井不動産ロジスティクスパーク投資法人
- 三菱地所物流リート投資法人
- 伊藤忠アドバンス・ロジスティクス投資法人
- CREロジスティクスファンド投資法人
- SOSiLA物流リート投資法人

## 倉庫の構造

### 土蔵

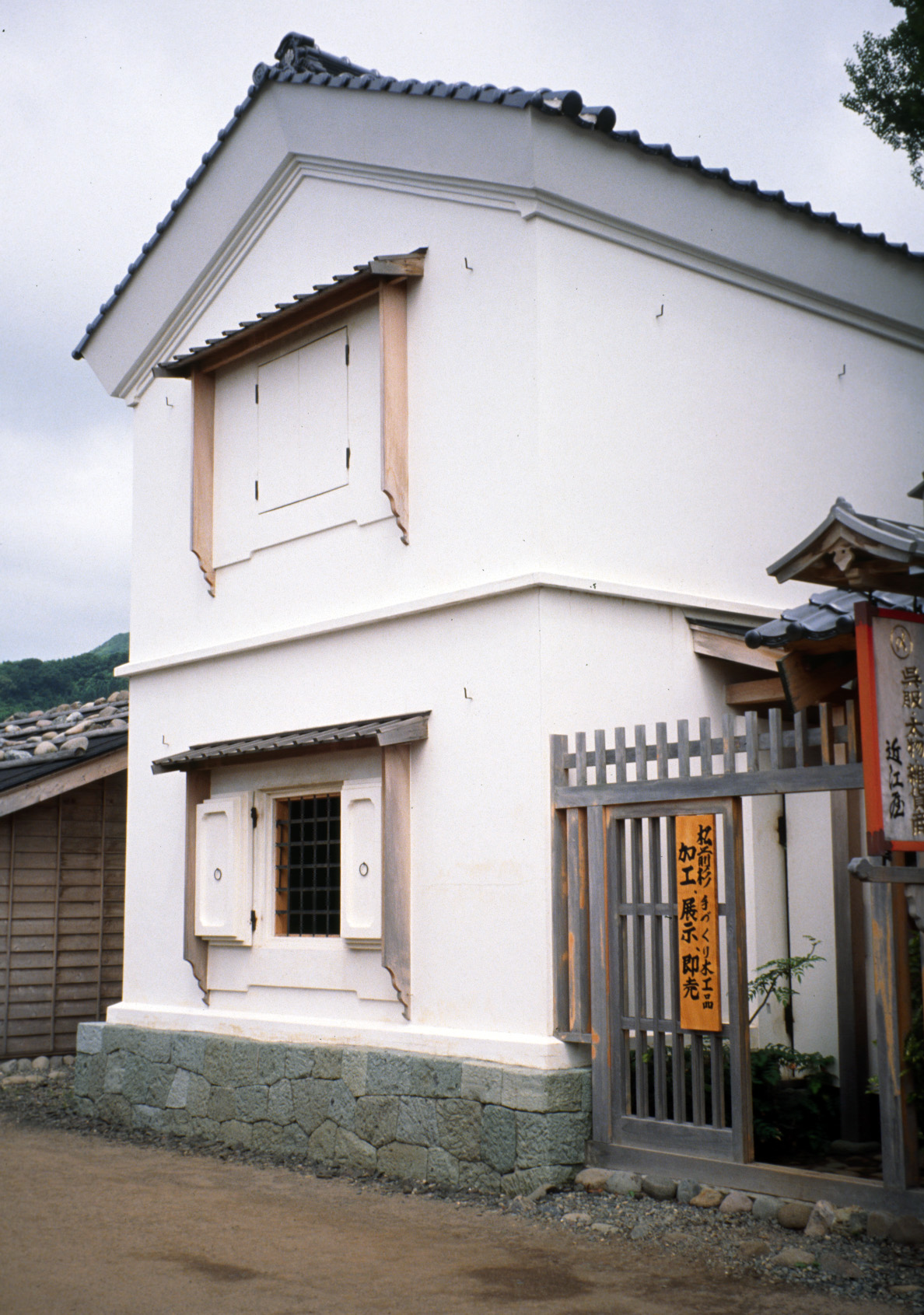
日本の伝統的な蔵造り（土蔵）

伝統的な日本建築では木造で作られることがほとんどだが、技術の発展と共に火事や戦争、盗難対策に城郭建造技術を流用した土壁や漆喰による土蔵も建築されるようになった。基本的に倉庫として使われるが、住居、店舗、もしくはそのすべてを目的としたものも建設される。
江戸では19世紀になると河岸に土蔵が建ち並ぶようになった（河岸蔵）。江戸時代初期の『江戸図屏風』には河岸蔵は描かれておらず、火災防止の観点から空地を確保するためだったとされる。河岸蔵は搬入の利便性と離れの蔵として火災に備えるという目的から生じたと考えられている。

### テント倉庫
金属の骨組みに膜材を被せた膜構造の倉庫をテント倉庫という。

### 組み立て式物置

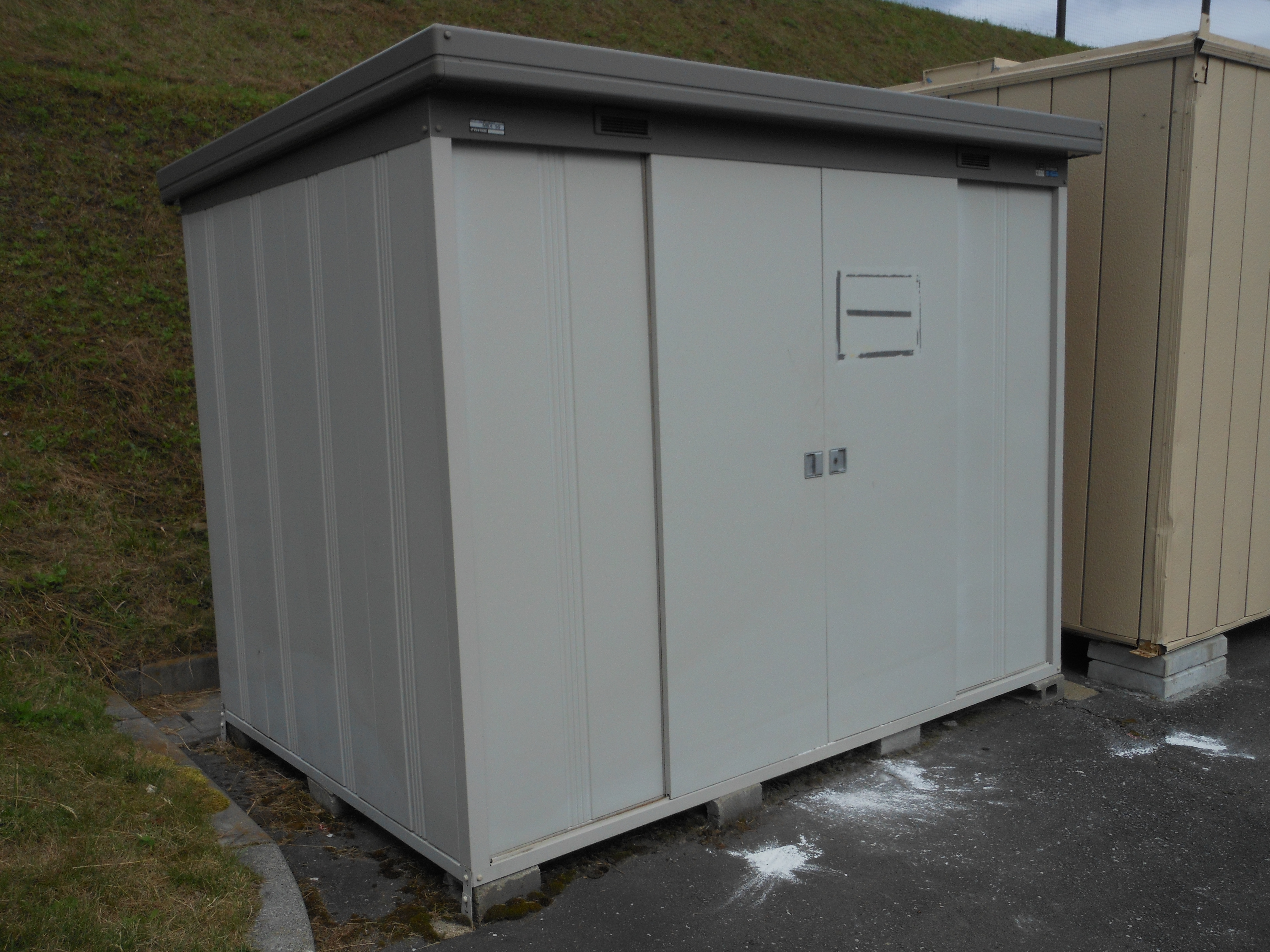
イナバ物置製の物置

各社から販売されている小型ユニット式の物置。基本的に鋼板製で、主に戸建住宅の屋外物置やガレージ、防災倉庫などに用いられる。

#### メーカー
- 稲葉製作所
- 淀川製鋼所
- 田窪工業所
- マツモト物置（フジ産業）
- カクイチ
- サンキン
- タカヤマ
- ダイケン
- ダイマツ
- フジ産業（セイリーシリーズ）
- 日江金属
- アトム物置
- グリーンライフ
- アイリスオーヤマ（木製、樹脂製もある）
- グリーンベル（木製）

## 倉庫の類語

### 納屋
納屋は家庭内もしくは農業や漁業で使う消耗品や、時期が来れば使う物（脱穀機など）等、比較的利用頻度がある物を納めておく建物である。また、納屋内を仕事場として使うこともある。

### 物置
当面使う予定の無いものや、雑多なものを保管しておく場所の事である。ガーデニングを施した庭に合わせたデザインの物置小屋はガーデンシェッドと呼ばれる。

## トランクルーム

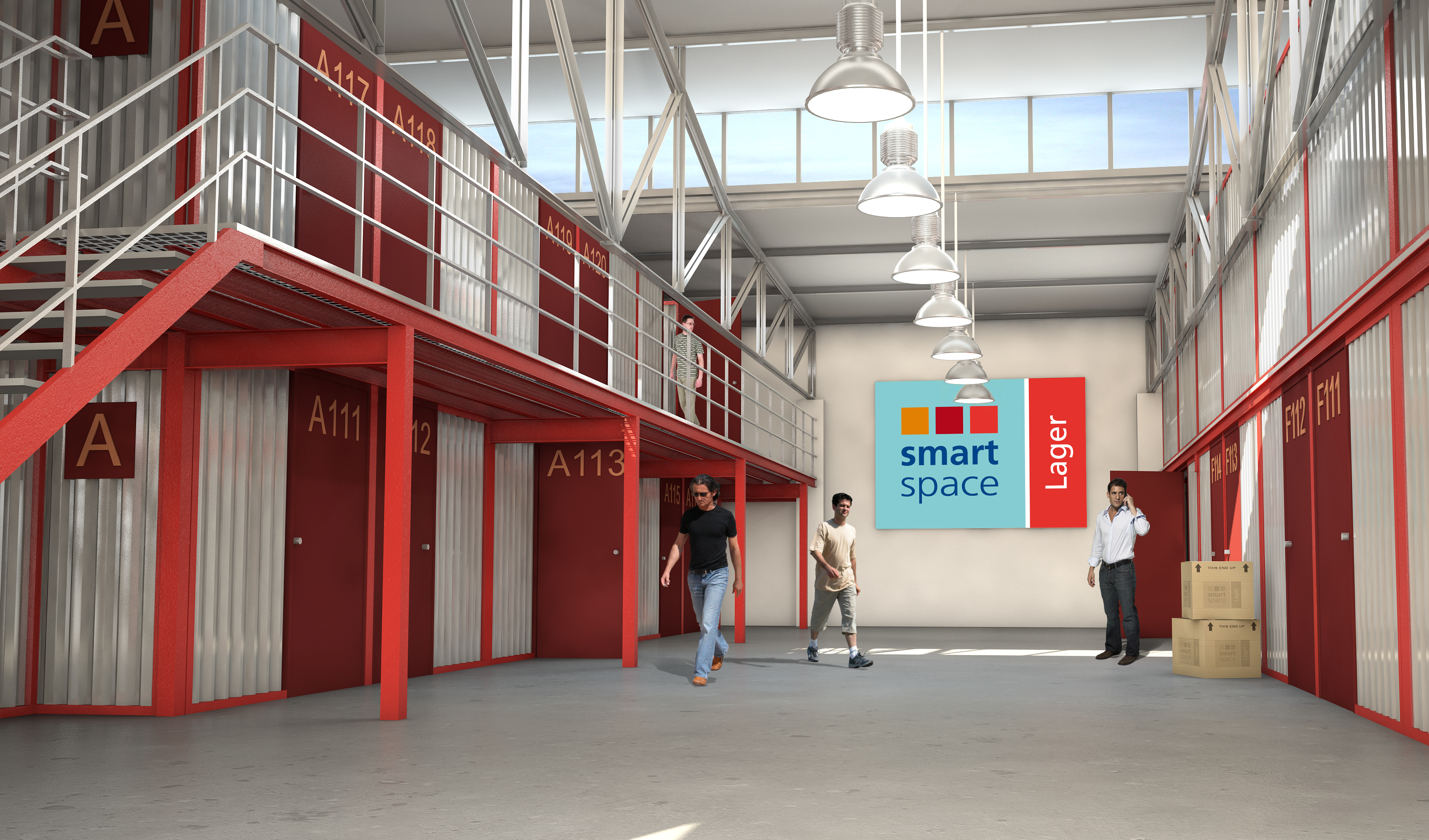
ヨーロッパのセルフストレージ施設（トランクルーム）

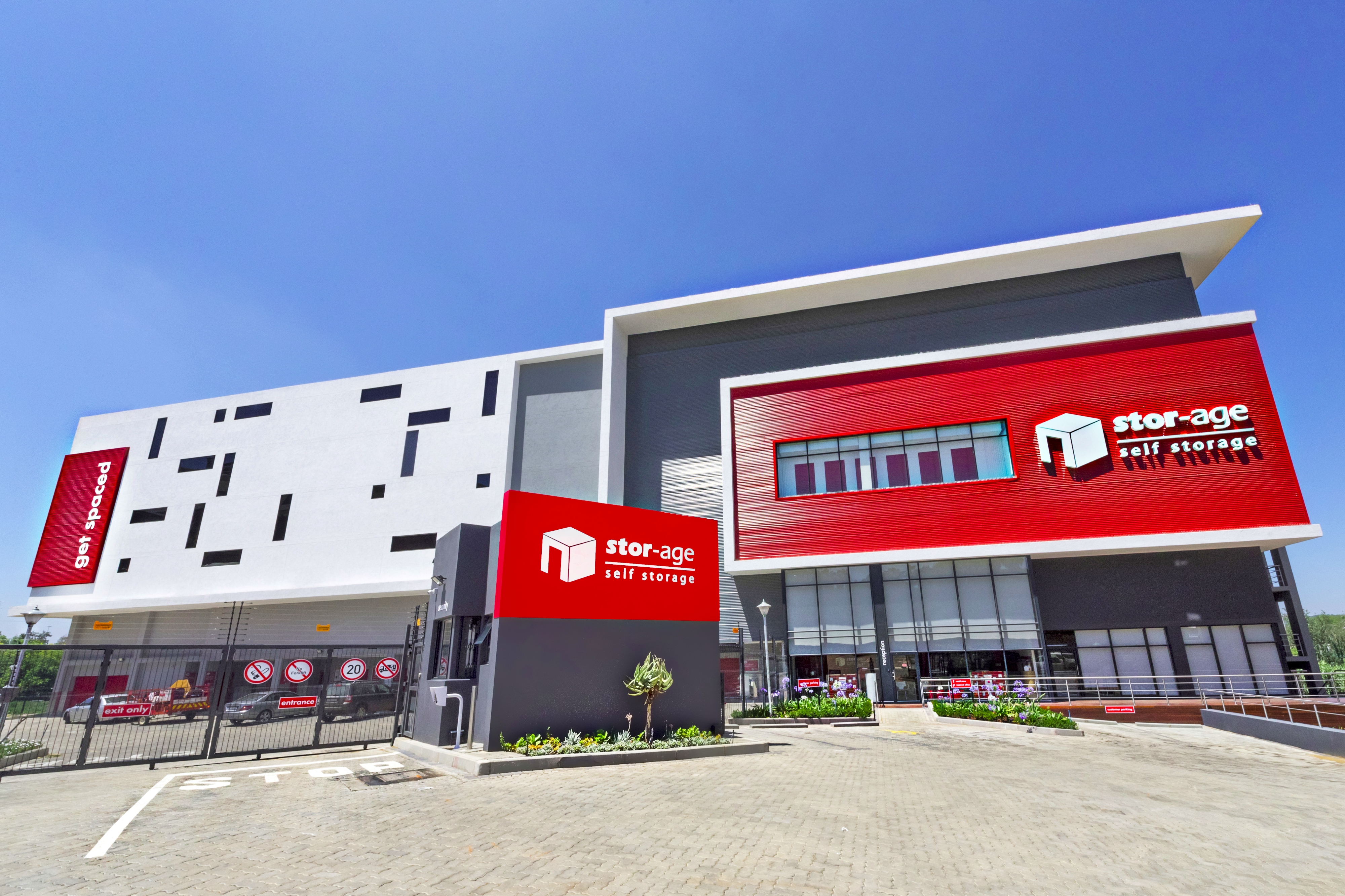
南アフリカで展開するセルフストレージ業者の施設

トランクルームとは個人の生活財をその所有者から一定期間預かって保管するサービスである。恒温恒湿室になっているもの、配送を業者が行うもの、利用者に開閉を任せているものなどがある。
日本では倉庫業法で「「トランクルーム」とは、その全部又は一部を寄託を受けた個人（事業として又は事業のために寄託契約の当事者となる場合におけるものを除く。以下「消費者」という。）の物品の保管の用に供する倉庫」をいうとされている（倉庫業法第2条第3項）。